# Karl Gottlob Wolf
Karl Gottlob Wolf (* 7. Februar 1808 in Langenau bei Freiberg in Sachsen; † nach 1855 vermutlich in St. Louis, Missouri) war ein deutscher Bergmann und Pionier des Steinkohlenbergbaus im Lugau-Oelsnitzer Steinkohlenrevier.

## Leben
Der Sohn eines Untersteigers besuchte die Bergschule Freiberg und arbeitete mehrere Jahre als Zeichenlehrer, bevor er ab 1825 als Werkführer im Eisenhüttenwerk Lauchhammer tätig war. Anschließend war Wolf als Werksleiter, Steiger und Maschinenbauer (Bergfaktor) auf dem fiskalischen Steinkohlenbergwerk „Junger Wolfgang“ in Oberhohndorf beschäftigt, danach noch in verschiedenen Positionen bei mehreren Bergwerken. Auf einer seiner Reisen in die Heimat untersuchte Karl Gottlob Wolf die Gegend „Struth“ um Oelsnitz im Erzgebirge persönlich, wo bereits 1831 durch den fürstlich schönburgischen Forstbeamten Wey beim Anlegen von Entwässerungsgräben Steinkohle gefunden worden war, alle Abbauversuche aber mangels Fachwissen und geeignetem Material gescheitert waren. Wolf erkannte ebenfalls, dass Oelsnitz auf einem Steinkohlengebirge lag.
1843 gab Karl Gottlob Wolf seine Anstellung im Bergbau auf, um selber bei Oelsnitz nach Steinkohle zu suchen. Mit 26 Beteiligten, meist Verwandten aus Lichtenstein/Sa. gründete er eine „Kleine Gesellschaft zu gleichen Teilen“ und siedelte nach Oelsnitz über. Auf einem Grundstück, das dem Neuoelsnitzer Gutsbesitzer Hösel gehörte, begann Wolf am 7. September 1843 einen ersten Schacht abzuteufen. Wegen nicht zu bewältigender Wasserzuflüsse wurde dieser Schacht kurze Zeit später wieder aufgegeben und ein zweiter Schacht, das „Wolfschächtel“, begonnen. Aus diesem Schacht förderte man am 7. Januar 1844 aus rund 10 m Teufe die erste Steinkohle. Das angetroffene Flöz war rund 1,70 m mächtig. Das Wolfschächtel befand sich in der Nähe des Teichhauses in Neuoelsnitz, an dem eine Gedenktafel angebracht ist. Aufgrund fehlender finanzieller Mittel konnte Wolf den Steinkohlenbergbau nicht weiter fortführen. Seine Gesellschaft ging über mehrere Nachfolger und Aufkäufe in der Gewerkschaft „Gottes Segen“ auf.
1846 wurde er mit einem Ehrenpreis von 200 Talern vom Königreich Sachsen für seine Tätigkeit ausgezeichnet. Auch erhielt er ein Patent (damals Erfindungsschutzbrief) für weiße Emaille, welches er für 400 Dollar verkaufte.
1854 wanderte Karl Gottlob Wolf nach St. Louis aus, ein Brief von 1855 – er war an Gelbfieber erkrankt – war sein letztes Lebenszeichen und galt danach als verschollen. Seine Frau lebte bis Dezember 1861 in Neuoelsnitz, Fräuleingasse 3.